# Green Power Denmark
Green Power Denmark er en interesseorganisation for hovedparten af den danske elproduktion og arbejder for grøn omstilling gennem elektrificering.
Green Power Denmark blev etableret den 23. marts 2022 ved en fusion af Dansk Energi, Wind Denmark og Dansk Solkraft. Green Power Denmark er Danmarks grønne erhvervsorganisation og fungerer som talerør for den danske energisektor. Green Power Denmark arbejder for, at Danmark elektrificeres med grøn strøm. Green Power Denmark samler alle med interesse i en hastig grøn omstilling og repræsenterer både energiindustrien, store og små ejere og opstillere af energiteknologi samt de selskaber, der driver det danske elnet og handler med energi. Green Power Denmarks mål er at gå forrest og tage ansvar for, at den grønne omstilling lykkes til gavn for alle.
Kristian Jensen blev annonceret som administrerende direktør for foreningen den 25. marts 2022.

## Medlemmer
Green Power Denmark samler hele den grønne omstillings værdikæde, og har medlemmer bl.a. indenfor produktion af energiteknologi i vindmølleindustrien, samt de mange VE-projektudviklere, ejere af energiproduktion og selskaber der handler med og transporterer grøn strøm. Dermed repræsenterer organisationen den samlede grønne elektrificeringssektor.
Green Power Denmark har ca. 1.500 medlemmer, samt ca. 800 lavsmedlemmer og ca. 200 associerede medlemmer.
Foreningen består af fire medlemsgrupper:
- Medlemsgruppe 1 ”Industri, global teknologi og produktion” består af medlemmer, der har aktiviteter i den industrielle værdikæde.

- Medlemsgruppe 2 ”Energiproduktion og -udvikling” består af medlemmer, der har aktiviteter inden for termisk energi, eller som er VE-developer eller VE-ejer.
- Medlemsgruppe 3 ”Infrastruktur” består af medlemmer, der ejer transmissions- eller distributionsnet.
- Medlemsgruppe 4 ”Handel” består af medlemmer med aktiviteter på engros- og detailmarkedet for el og gas.

## Formål
Green Power Denmarks formål er at drive og understøtte en accelereret direkte og indirekte elektrificering som svar på de globale klimaudfordringer og varetage interesserne for medlemmer, der udvikler, producerer og eksporterer grøn teknologi, samt for medlemmer, der udvikler, producerer, distribuerer og handler med grøn energi. 

## Organisation
Green Power Denmark har for nuværende to kontorer i København, i Energiens hus og Dansk Industri, og kontor i Aarhus og Bruxelles.
Administrerende direktør er Kristian Jensen, hvilket blev annonceret den 23. marts 2022. 